# Sila Va'enuku
Pas d'image ? Cliquez ici

b Matchs officiels uniquement.
Dernière mise à jour le 2 novembre 2015.
Sila Va'enuku, est né le 21 juillet 1978 à Tonga. C’est un ancien joueur de rugby à XV, ayant joué avec l'équipe de Tonga entre 2003 et 2005. Il évoluait aux postes d'arrière et d'ailier (1,80 m et 84 kg).

## Carrière
Il a eu sa première cape internationale le 11 juillet 2003 à l’occasion d’un match contre l'Équipe des Fidji. 
Va'enuku a disputé la coupe du monde 2003 (3 matchs).

## Palmarès
- 9 sélections avec les Tonga
- Sélections par années : 4 en 2003, 2 en 2004, 4 en 2005 et 2 en 2007
- Participation à la coupe du monde 2003.